# Josip Šolar
Josip Šolar (1903 — 1955) foi um ciclista iugoslavo.
Representando a Iugoslávia, Šolar competiu na prova individual e por equipes do ciclismo de estrada nos Jogos Olímpicos de Verão de 1928, disputadas na cidade de Amsterdã, Países Baixos.